# Производительные силы
Производительные силы (нем. Produktivkräfte) — одно из центральных понятий марксизма, описывающее содержание способа производства. Элементы производительных сил общества:
- люди (с их знаниями, трудовыми навыками, производственным опытом), основной элемент;
- средства производства (средства труда и предметы труда), вещные производительные силы;
- способ производства (технология производства, особенности распределения труда), функциональные производительные силы.

Производительные силы выступают в качестве ведущей стороны общественного производства; закреплённая общественная форма способа производства называется производственными отношениями. Уровень развития производительных сил характеризуется степенью общественного разделения труда и развитием средств труда, прежде всего техники, а также степенью развития производственных навыков и научных знаний.
Марксистская политическая экономия утверждает, что в результате развития производительных сил может возникнуть ситуация, когда производственные отношения перестают им соответствовать и это становится предпосылкой для развития революционной ситуации.

## Определение
Согласно БСЭ производительные силы — это система субъективных и вещественных элементов, осуществляющих обмен веществ между человеком и природой в процессе общественного производства.

## Формы производительных сил
Производительные силы выступают в трёх формах и проявляются в виде трёх последовательных ступеней развития общества:
- естественные производительные силы труда — первичные, возникшие в результате естественного обладания средствами жизни и труда;
- общественные производительные силы труда — вторичные, возникшие в результате объединения и разделения труда;
- всеобщие производительные силы труда — всеобщие, возникшие в результате развития индивида над силами природы при помощи науки.

Производительные силы в совокупности с производственными отношениями представляют собой способ производства.